# Territoires en mouvement
De Territoires et mouvement (Nederlands: Gebieden in Beweging, TeM) is een Franse centrumrechtse politieke partij die op 5 september 2011 werd gevormd door Jean-Christophe Fromantin, burgemeester van Neuilly-sur-Seine en lid van de Nationale Vergadering (sinds 17 juni 2012).
TeM was een van de partijen die betrokken was bij de oprichting van de Union des démocrates et indépendants in 2012. In december 2015 trad de partij echter uit de UDI, maar niet uit de UDI-fractie.